# نظام الإحداثيات الأسطوانية

نظام إحداثي أسطواني، مركز الإحداثيات O، والمحور القطبي A، والمحور الطولي L. النقطة الإحداثية ذات مسافة نصف قطرية ρ = 4، واالإحداثية الزاوية φ = 130°، والارتفاع z = 4.

نظام الإحداثيات الأسطوانية (بالإنجليزية: Cylindrical coordinate system) هو نظام إحداثيات ثلاثي الأبعاد، تكون فيه نقاط الفراغ معرفة بإحداثيين قطبيين لإسقاطاتها المتوازية على بعض المستويات الثابتة، وبالمسافة محددة الإشارة من هذه المستوى.
تسمى الإحداثيات القطبية الأولى بالمسافة نصف القطرية أو نصف القطر، والإحداثية الثانية الموضع الزاوي أو زاوية السمت. تسمى الإحداثية الثالثة بالارتفاع (إذا كان المستوى المرجعي أفقيا). يسمى الخط العمودي على المستوى المرجعي ويمر من مركز الإحداثيات بالمحور الأسطواني أو المحور الطولي.
تعتبر الإحداثيات الأسطوانية مفيدة عند ارتباطها بالأجسام أو الظواهر التي لها بعض التناظر الدوراني حول محور طولي، مثل جريان الماء في أنبوب مستقيم ذو مقطع عرضي مستدير، والتوزع الحراري في المعادن الأسطوانية، وهناك أمثلة أخرى.